# Советская улица (Уфа)

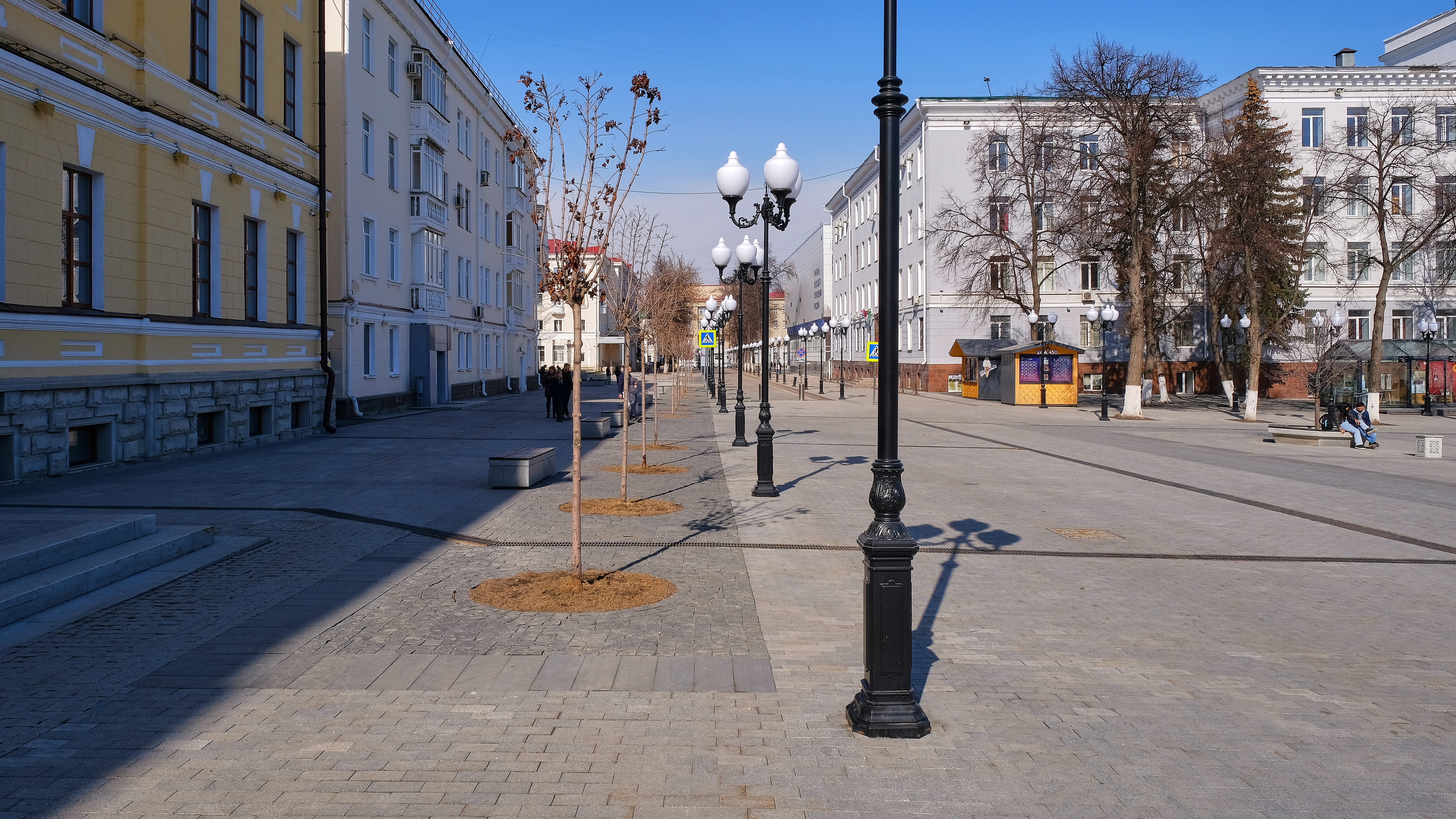
Вид на пешеходную часть Советской улицы вдоль Советской площади

Советская улица в Уфе располагается в южной части города в Кировском районе. Она начинается от перекрёстка с улицей Тукаева, идёт до улицы Октябрьской революции, имеет длину 870 м. Как и полтора столетия назад, Советская улица остаётся тихой, спокойной улицей с ограниченным движением транспорта.

## История
Первоначальное название улицы — Губернаторская. Это связано с домом уфимского губернатора, возведённым в начале улицы в 1830-е годы. После Октябрьской Революции улица в 1918 г. была переименована в Советскую.
На улице располагаются следующие исторические объекты:
- Дом губернатора — ныне Министерство здравоохранения Республики Башкортостан. Дом имеет свой герб и памятную стелу об истории Губернаторской улицы.
- Софьюшкина аллея, заложенная в 60-е годы XIX века.
- Крестьянский поземельный банк — ныне Национальный музей Республики Башкортостан. Здание было возведено в начале XX века.
- Дворянское собрание (постройка середины XIX века) — ныне Уфимский государственный институт искусств им. З. Исмагилова.
- Усадьба Штехера — ныне музыкальная школа № 1 им. Наримана Сабитова.

Почти вплотную к зданию Института искусств примыкает четырёхэтажный Жилой дом завода горного оборудования, построенный в 1936 г. Территорию за этим зданием занимала усадьба, принадлежавшая отцу художника М. В. Нестерова — купцу В. И. Нестерову. Двор нестеровской усадьбы тянулся на целый квартал. Значительную часть усадьбы занимал фруктово-ягодный сад, вырубив часть которого, художник планировал построить по проекту архитектора Щусева художественный музей. Для этого музея Нестеров десятилетиями собирал уникальную коллекцию картин русских художников второй половины XIX — начала XX вв.
В глубине сада находился просторный флигель с тремя большими окнами и большим залом, где впоследствии была устроена нестеровская мастерская. Здесь Михаил Васильевич работал над несколькими ключевыми полотнами, в том числе над «Видением отроку Варфоломею», которым он открыл большой цикл картин, посвящённых Сергию Радонежскому.
Соседняя с нестеровской усадьба принадлежала провизору Гилярию Михайловичу Штехеру. Хотя это здание адресно относится к улице Ленина, главным фасадом оно выходит на ул. Советскую. Каменный двухэтажный дом был выстроен в 1890-е гг. По сведениям краеведа Петра Фёдорова, на первом этаже находилась часть завода фруктовых и минеральных вод. Воду для напитков брали из источника прямо во дворе дома — она считалась целебной.
Семья Штехеров была очень дружна с соседями Нестеровыми. Устраивались совместные праздники для детей, о которых Михаил Нестеров вспоминал в своей книге «Давние годы».
Жена Штехера организовала в Уфе один из первых кинотеатров. Семейное провизорское дело имело широчайший размах: кроме уфимских аптек, Штехерам принадлежали аптеки в Москве, Сызрани, Симбирске. Для командировок в Москву бронировался целый вагон.

## Достопримечательности
- Башкирская академия государственной службы и управления при Главе Республики Башкортостан
- Национальный архив Республики Башкортостан
- Учебные корпуса Башкирского государственного педагогического университета
- Памятник Мифтахетдину Акмулле — поэту и просветителю, чьё имя носит башкирский педагогический университет. Бронзовая скульптура Акмуллы и сидящих рядом с ним детей располагается в центре площади перед университетом намеренно низко и почти смешивается с толпой студенческой молодёжи, передавая идею преемственности поколений.